# Bodil Nørgaard
Bodil Nørgaard Pedersen (født 1940) er en tidligere dansk atlet. Hun var medlem af Skive IK.
Bodil Nørgaard satte 8. september 1958 dansk rekord i femkamp med 3.919 point, næsten 100 point over Jytte Korts gamle rekord rekord. Rekordserien var: 80 meter hæk: 12,1 – kuglestød: 10,71 – højdespring: 1,44 – længdespring: 4,98 – 200 meter: 27,0.
Hun satte 7. august 1960 dansk rekord i 80 meter hæk med tiden 11,5.
Hun var også med til at på Bislett Stadion under kvindelandskampen mod Norge 20. juli 1960 at sætte den danske rekord på 4 x 100 meter stafet. Rekordholdet bestod af Lone Hadrup, Bodil Nørgaard, Anne-Lise Olsen og Vivi Markussen, der løb i den nævnte rækkefølge. Den nye rekordtid 47,9 sek var forbedring på godt to sekunder af den hidtidige
rekord, som var sat under olympiaden i London i 1948.

## Danske mesterskaber
- Sølv 1960 Diskoskast 39,22
- Bronze 1960 80 meter hæk 12.1
- Guld 1959 80 meter hæk 12.1
- Bronze 1959 Ottekamp
- Guld 1958 80 meter hæk 12.2
- Sølv 1958 Diskoskast 36,14
- Guld 1958 Ottekamp 5668p
- Sølv 1957 80 meter hæk 12.1
- Guld 1957 Femkamp 3540p
- Guld 1957 4 x 100 meter 52,4
- Guld 1956 4 x 100 meter 52,0